# San Fiz (La Vega)
San Fiz (llamada oficialmente Santa Catalina de San Fiz) es una parroquia y un lugar del municipio español de La Vega, en la provincia de Orense, Galicia.

## Toponimia
La parroquia también es conocida por el nombre de Santa Catarina de San Fiz.

## Organización territorial
La parroquia está formada por dos entidades de población, constando una de ellas en el nomenclátor del Instituto Nacional de Estadística español:
- San Fiz
- San Fiz Vello

## Demografía
Gráfica demográfica del lugar y parroquia de San Fiz según el INE español:
| Gráfica de evolución demográfica de San Fiz entre 2000 y 2023 |
|                                                               |
| Datos según el nomenclátor publicado por el INE.              |